# NGC 2417
NGC 2417 è una vasta galassia a spirale situata nella costellazione della Carena, a una distanza di circa 161 milioni di anni luce dalla nostra Via Lattea.

## Scoperta
La galassia è stata scoperta l'8 marzo 1836 dall'astronomo britannico John Herschel.

## Descrizione
NGC 2417 ha una classe di luminosità II-III e presenta una larga riga a 21 cm dell'idrogeno neutro.

## Gruppo di NGC 2369
NGC 2417 fa parte di un gruppo di galassie che comprende almeno 6 membri, il Gruppo di NGC 2369. Oltre a NGC 2417 e NGC 2369, le altre galassie del gruppo sono NGC 2369A (PGC 20640), IC 2200, NGC 2381 e IC 2200A (PGC 21062).